# هنغه تشينه (سقز)
قرية هنغه تشينه (بالكردية: ھەنگەچینە) هي إحدى القرى التابعة لـذو الفقار في ريف قسم سرشيو من مقاطعة سقز، في محافظة كردستان الإيرانية.

## السكان
حسب إحصاءات سنة 2006، بلغ إجمالي السكان في هنغه تشينه 106 نسمة وعدد المساكن 19 مسكن. لغة سكان هنغه تشينه هي اللغة الكردية و هم من أهل السنة والجماعة والمذهب الشافعي.